# George DeLancey
George DeLancey (* 30. September 1988 in  Cambridge, Ohio) ist ein US-amerikanischer Jazzmusiker (Kontrabass) des Modern Jazz.

## Leben und Wirken
DeLancey spielte im Columbus Youth Jazz Orchestra und studierte an der Michigan State University im Jazz-Programm, wo er Unterricht bei Rodney Whitaker hatte. Im Laufe seiner bisherige Karriere arbeitete er im Mittleren Western und in New York u. a. mit Johnny O’Neal, Wessell Anderson, Willie Jones III, Philip und Winard Harper, Christian Howes, Houston Person, Wynton Marsalis, Tia Fuller und Bria Skonberg. Des Weiteren war er als Musiker und Pädagoge in Programmen des Jazz at Lincoln Center (Jazz for Young People), in Christian Howes’ Creative Strings Workshop und Keith Halls Summer Drum Intensive tätig. Außerdem leitet er die Kunstinitiative Appalachian Muse.
Im Bereich des Jazz war er zwischen 2012 und 2017 an zwölf Aufnahmesessions beteiligt,  u. a. mit Lafayette Harris, Jr. (Hangin' with the Big Boys), Esteban Castro, Allan Harris, Nancy Harrow und Ben Patterson. 2013 nahm er mit Mike Sailors, Walter Harris, Aaron Diehl, Stacy Dillard, Caleb Curtis, Tony Lustig und Lawrence Leathers ein selbstbetiteltes Debütalbum auf, für das er auch Kompositionen schrieb. 2020 legte er das Album Paradise vor, an dem u. a. Caleb Wheeler Curtis, Jonathan Beshay, Robert Edwards, Tadataka Unno, Lawrence Leathers und Tatum Greenblatt mitgewirkt hatten.